# 알루미늄
알루미늄(영어: aluminium 알루미니엄[*], 문화어: 알루미니움←독일어: Aluminium 알루미니움[*], 일본어: アルミニウム 아루미니우무[*]) 또는 반소(礬素←일본어: 礬素 반소[*])는 전이후 금속에 속하는 화학 원소로 기호는 Al(←라틴어: Aluminium 알루미니움[*])이고 원자 번호는 13이다.

## 특징
은백색의 부드러운 금속으로 전성(展性), 연성(延性)이 풍부하며 은박같은 박(箔)이나 철사로 만들 수 있다. 시중에서 판매되는 알루미늄은 98.0~99.85%의 순도이며, 주요 불순물은 규소와 철이다. 성질은 순도에 따라 다른데 전기의 양도체로, 비저항은 구리의 약 1.6배이다. 또 비중으로 보아 전형적인 경금속이다.
공기 중에 방치하면 산화물의 박막을 생성하여 광택을 잃지만 내부까지 침식되지는 않는다. 공기 중에서 녹는점 가까이 가열하면 흰 빛을 내며 연소하여 산화 알루미늄이 된다. 이 때 높은 온도가 되므로 분말을 써서 금속의 야금이나 용접을 한다.
질소, 황, 탄소 등과 직접 화합하여 질소화물, 황화물, 탄화물이 되며, 할로겐과도 작용하여 염화물, 브롬화물 등을 만든다. 산에 녹아 염을 만들지만 진한 질산에는 잘 침식되지 않는다. 알칼리에 녹아 수소를 발생하여 알루민산 염이 된다. 가볍고 튼튼하며 산화에 강해 산업 전반에 널리 쓰인다. 특히 항공우주 분야와 교통, 건축 분야에서 많이 쓰인다.
산화물인 보크사이트에서 전기 분해로 얻어지며, 재료로 쓰이는 주요한 합금으로는 두랄루민 등을 꼽을 수 있다.
알루미늄이 알츠하이머병의 원인이 된다는 주장이 있다. 알루미늄을 많이 먹으면 치매가 가속화되거나 악화되는 것으로 보고돼 있다.

## 동위 원소
자연계에서 존재하는 알루미늄의 동위 원소로는 27Al이 100% 존재하고 있으며 핵융합 과정을 통하여 형성된 원소이다.
23Na + 4He → 27Al
자연계에서 미량으로 존재하는 26Al은 우주 광선을 통해 생성되며 반감기는 71만 7천 년이다.
생성과정은 우주에서 강한 우주 광선으로 인해 속도가 매우 빠른 양성자가 날아와 26Mg의 중성자 한개를 방출하고 대신 양성자 한개가 들어가서 결합되면서 생성된다.
지금은 우주선으로 인해 미량 생성되므로 27Al의 10 과거 태양계 역사 초기에 매우 풍부하게 존재했다.
14N + 4He → 18F
18F + 4He → 22Na
22Na + 4He → 26Al
왜냐하면 26Al은 항성의 핵융합 과정을 통하여 생성된 원소이며 현재 지구상에 매우 풍부하게 존재하는 26Mg에 그 증거가 있다.
과거 26Al은 초창기 지구에 많이 존재했던 60Fe과 함께 지구의 용암 바다의 오랜 기간 유지와 태양계 초창기 역사에 중요한 역할을 한 원소이다.
지금은 비록 우주 광선을 통하여 매우 미량으로 존재하고 있지만 26Al의 태양계 초창기 역사에 매우 많은 양이 존재했었고 매우 중요한 역할을 하였다는 것과 우리 태양계에 중원소가 풍부하다는 이유로는 초신성 폭발이 존재했다는 사실은 매우 중요한 사실로 남을 것이다.

## 역사
알루미늄은 산소(Oxygen)와 규소(Silicon) 다음으로 지구상에 많은 원소이다. 하지만 알루미늄의 비교적 큰 산화성 때문에 다른 금속에 비해 늦게 정제되었다. 금속의 반응성(산화성) 나열표를 보면, 마그네슘(Mg)>알루미늄>아연(Zn) 순서에 있다. 이러한 비교적 큰 반응성 때문에, 고대에는 산화 알루미늄(Al 2O3)등의 산화물 형태로 존재했다가 전기 분해로 인한 정제 기술이 개발되면서 18세기 때 처음으로 순수하게 분리 되었다. 지구에 존재하는 원소 질량의 8.2%나 차지하는 알루미늄의 풍부함과 알루미늄의 순수 정제 가능으로 인해 이후 알루미늄의 사용은 급증하게 되었으며, 전성과 연성이 뛰어나고 전기 전도성이 좋아 고압 전선의 재료로 쓰이고, 광택의 우수함, 산화 피막 형성 등의 성질 등으로 인해 창틀 재료로 많이 쓰인다.

### 나폴레옹 3세
연회 때 계급에 따라 식기가 주어졌는데, 서열 3위가 은수저, 서열 2위가 금수저, 서열 1위가 알루미늄 수저였다.

## 용도
- 매우 가늘게 뽑을 수 있는 연성이 크며, 전기 전도성 또한 좋기 때문에 고전압용 전선을 만드는데 이용된다.
- 알루미늄 합금은 산소와 쉽게 반응하지만 산화 피막(산화 알루미늄) 형성 후 피막이 산소 접촉 차단제 역할을 하므로 녹이 잘 슬지 않는다. 그러므로 창틀의 재료와 같은 광택이 오래 지속될 수 있는 부분에 많이 쓰인다.
- 가볍고 녹이 잘 슬지 않아 알루미늄 캔을 제조할 때 쓰인다.
- 열 전도성이 커서 주방 용기 등의 재료로 쓰인다.
- 다른 금속과 합금을 만드는데 많이 쓰이는데, 주로 가볍지만 강도가 약한 알루미늄의 단점을 보완하고자 강도를 강화시키는 합금을 만드는 데에 쓰인다.(예: 두랄루민) 또한, 가벼운 알루미늄의 특성을 이용하여 항공기 기체의 재료로 쓰인다.
- 전성이 커서 알루미늄 호일을 만드는데 많이 쓰인다.
- 대한민국에서, 수돗물의 응집제로 쓰인다.
- 열을 빼앗아 껌을 녹지 않게 해 껌 종이로 쓰인다.

## 참고 문헌
- Principles of Modern Chemistry, Oxtoby, Gillis, Campion 공저, 6th edition, Thomson Learning, Inc., 2008.

## 같이 보기
- 산화 알루미늄